# Fruehauf Corporation

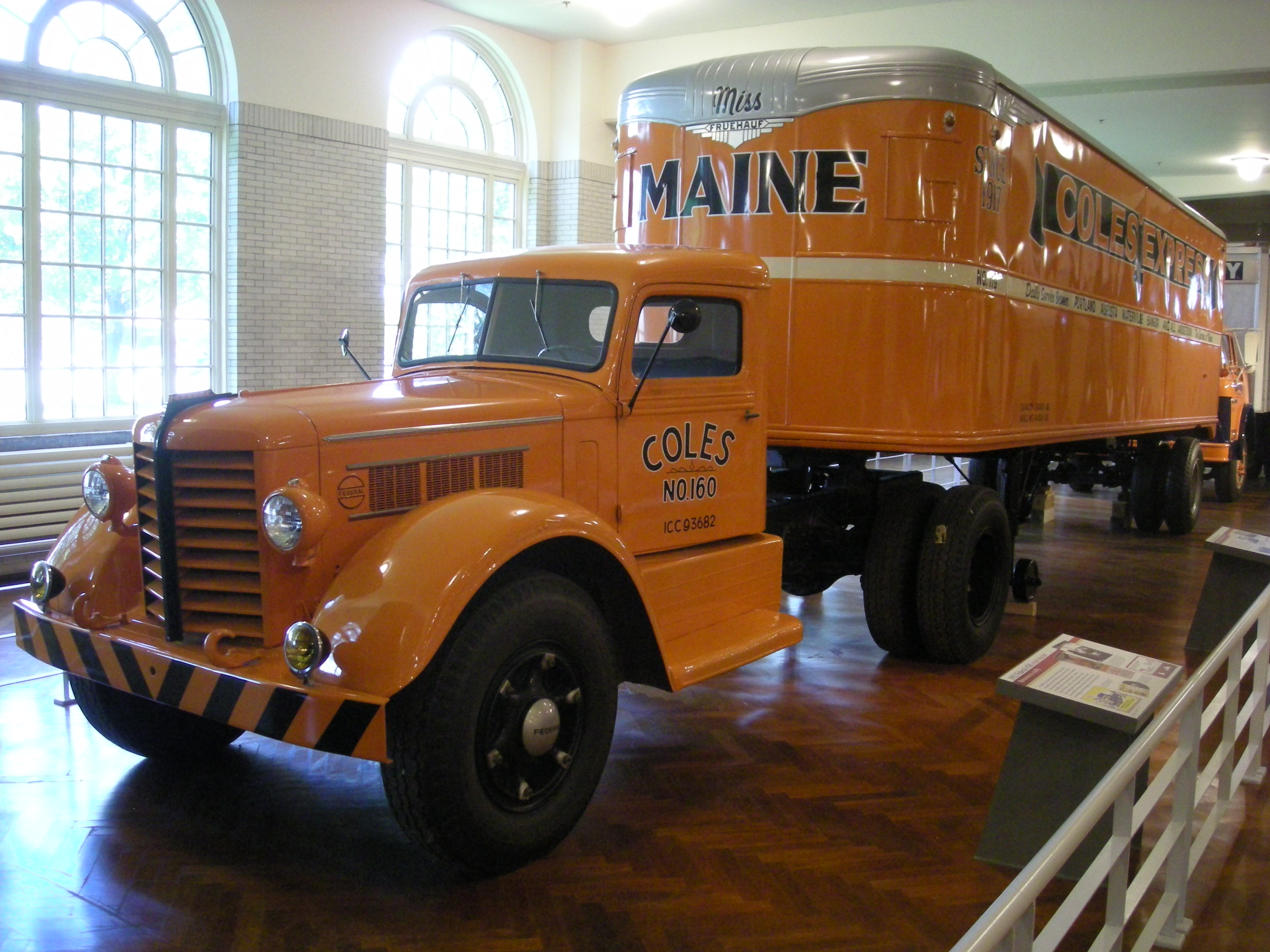
1946 Fruehauf remolque (con 1952 Federal 45M camión) en Henry Ford Museum.

Fruehauf Corporation fue una empresa estadounidense dedicada a la fabricación y venta de remolques para camiones. Estaba ubicada en Detroit, Michigan, Estados Unidos y fue declarada en quiebra en 1997.

## Historia
La empresa fue fundada por August Charles Fruehauf (1868-1930) en Detroit. En 1914, construyó un remolcador a petición de un comerciante, que con posterioridad le solicitó la construcción de remolques Fruehauf para transportar madera y productos madereros. Fruehauf llamó a su producto semi-remolque. En 1918, Fruehauf creó la empresa Fruehauf Trailler Company (1)
El 28 de febrero de 1947, la Corporación Fruehauf compró la compañía Carter, localizada en Memphis. Durante 10 años, todos los remolques fabricados en las plantas de Memphis y Birmingham fueron llamados Fruehauf-Carter.
A finales de abril de 1997 (enlace roto disponible en Internet Archive; véase el historial, la primera versión y la última)., Wabash National Corporation, adquirió los activos de la empresa en el expediente de la quiebra de Fruehauf Corporation.